# Ribeira, Brasilien
Ribeira är en ort i Brasilien.   Den ligger i kommunen Ribeira och delstaten São Paulo, i den södra delen av landet, 1 000 km söder om huvudstaden Brasília. Ribeira ligger 182 meter över havet och antalet invånare är 3 358.
Terrängen runt Ribeira är huvudsakligen kuperad. Ribeira ligger nere i en dal. Runt Ribeira är det mycket glesbefolkat, med 4 invånare per kvadratkilometer.. Det finns inga andra samhällen i närheten.
I omgivningarna runt Ribeira växer i huvudsak städsegrön lövskog.